# Muzeum Więzienia Pawiak
Muzeum Więzienia Pawiak – muzeum znajdujące się przy ul. Dzielnej 24/26 w Warszawie, oddział Muzeum Niepodległości. Upamiętnia działalność więzienia Pawiak w czasie okupacji niemieckiej w latach 1939–1944. 

## Historia
Muzeum Więzienia Pawiak powstało z inicjatywy i przy współudziale byłych więźniów politycznych Pawiaka. Całość założenia architektonicznego zaprojektowali Romuald Gutt i Mieczysław Mołdawa. Placówka została otwarta 28 listopada 1965. 
Budynek Muzeum wzniesiono na ocalałych fundamentach podziemnych kazamat VII i VIII oddziału więzienia wysadzonego przez Niemców w sierpniu 1944 roku. Wysokość oryginalnych ścian w zrekonstruowanych celach wynosi 1,1 – 1,5 m. Podczas budowy wykorzystano większość znalezionych w czasie odgruzowywania obiektu krat, zawiasów, zamków i okuć oraz zabezpieczono wydobyte z ruin dokumenty, elementy wyposażenia i przedmioty używane przez więźniów.
W skład zespołu pomnikowego Muzeum Więzienia Pawiak wchodzą ponadto: filar stanowiący fragment bramy wjazdowej, pomnik Drzewa Pawiackiego – brązowa kopia wiązu, świadka historii – na którym rodziny ofiar od 1945 roku umieszczały tabliczki epitafijne, betonowy mur z blokami piaskowca okalający teren Muzeum, z symbolicznymi rzeźbami projektu Tadeusza Łodziany i Stanisława Słoniny, a także dziedziniec więzienny z pomnikiem – obeliskiem autorstwa Zofii Pociłowskiej.
Na zrekonstruowanym dziedzińcu specjalnie oznaczono za pomocą marmurowych płyt punkty szczególne – zejście do kostnicy od strony ul. Dzielnej, miejsce gdzie na hałdzie gorącego żużlu i popiołu z pieców centralnego ogrzewania oprawcy kazali się czołgać więźniom, oraz miejsce wagi węglowej, na której 6 grudnia 1943 r. publicznie powieszono trzech więźniów za próbę ucieczki.
O deportacjach do obozów przypominają postawione w ostatnich latach na dziedzińcu zewnętrznym przez byłych więźniów tablice pamiątkowe. Po drugiej stronie alei Jana Pawła II, przecinającej dawne tereny więzienia, w miejscu gmachu więzienia kobiecego Serbii znajduje się płyta upamiętniająca męstwo i cierpienia więźniarek.
W ramach edukacji historycznej Muzeum organizuje:
- w rocznicę akcji pod Arsenałem 26 marca spotkania z harcerzami uczestnikami ogólnopolskiej akcji Arsenał.
- w drugiej połowie września, od paru lat odbywają się Dni pamięci Pawiaka adresowane głównie do młodego pokolenia. Można wysłuchać wykładów znanych historyków, uczestniczyć w lekcjach muzealnych wzbogaconych o programy historyczno-literackie w wykonaniu aktorów scen warszawskich, brać udział w warsztatach przedmiotowo – metodycznych związanych z dziejami Pawiaka i Polskiego Państwa Podziemnego.

Ważnym elementem warsztatu badawczego Muzeum są kartoteki tematyczne i osobowe dotyczące całego okresu funkcjonowania więzienia. Szczególną wagę przywiązujemy do stale powiększającej się kartoteki więźniów z lat 1939-1944 r., użytecznej nie tylko dla historyków – badaczy, ale także dla byłych więźniów (m.in. w ich staraniach o odszkodowania). Kartoteka osobowa jest odtworzona w około 50% (oryginalna dokumentacja więzienna Pawiaka tego okresu została przez Niemców zniszczona).
Od 1990 roku Muzeum Więzienia Pawiak wraz z filią – Mauzoleum Walki i Męczeństwa w al. Szucha 25 – jest oddziałem Muzeum Niepodległości w Warszawie.

## Galeria

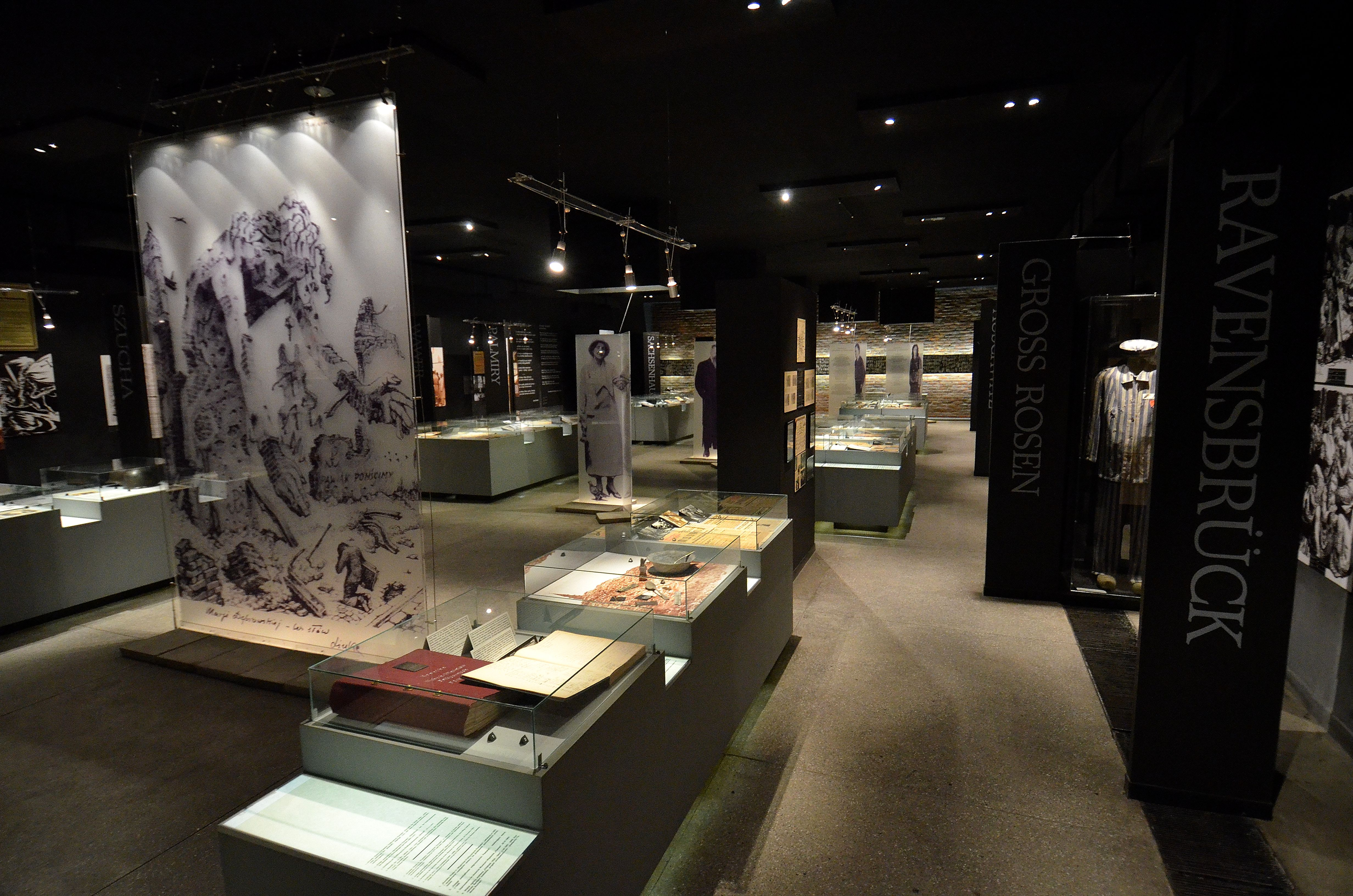
Fragment stałej ekspozycji muzeum
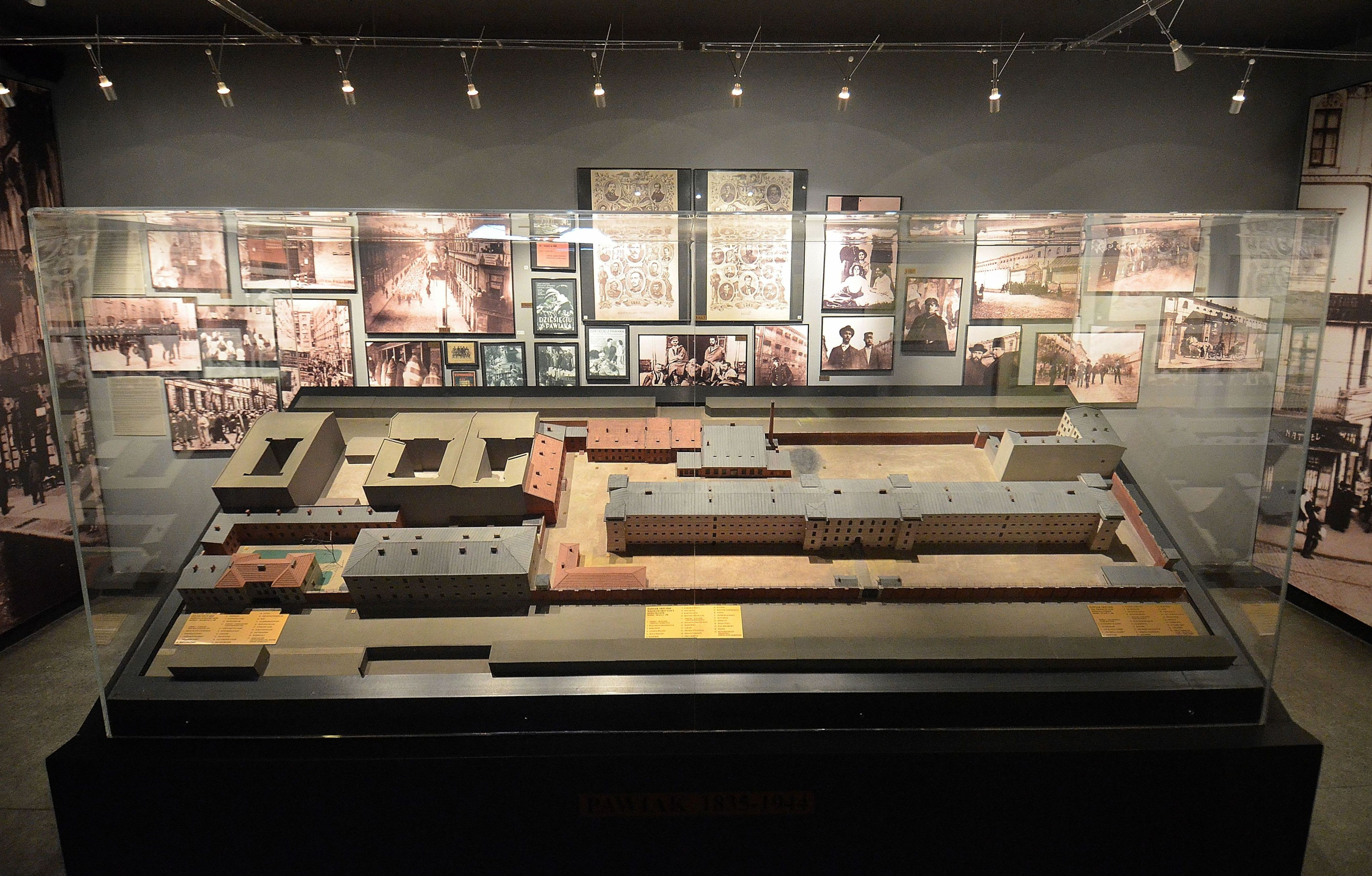
Makieta budynku dawnego więzienia
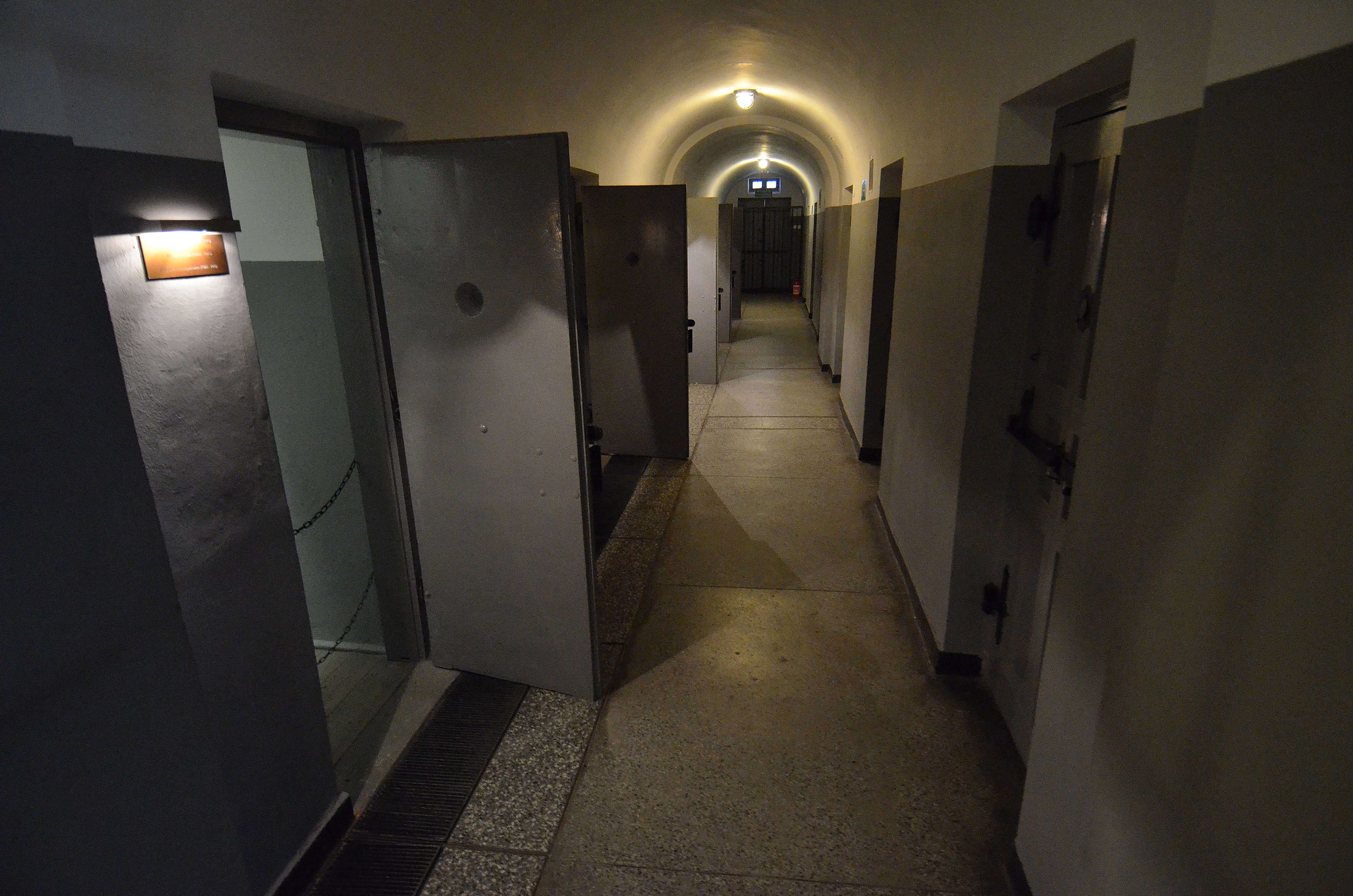
Korytarz więzienny
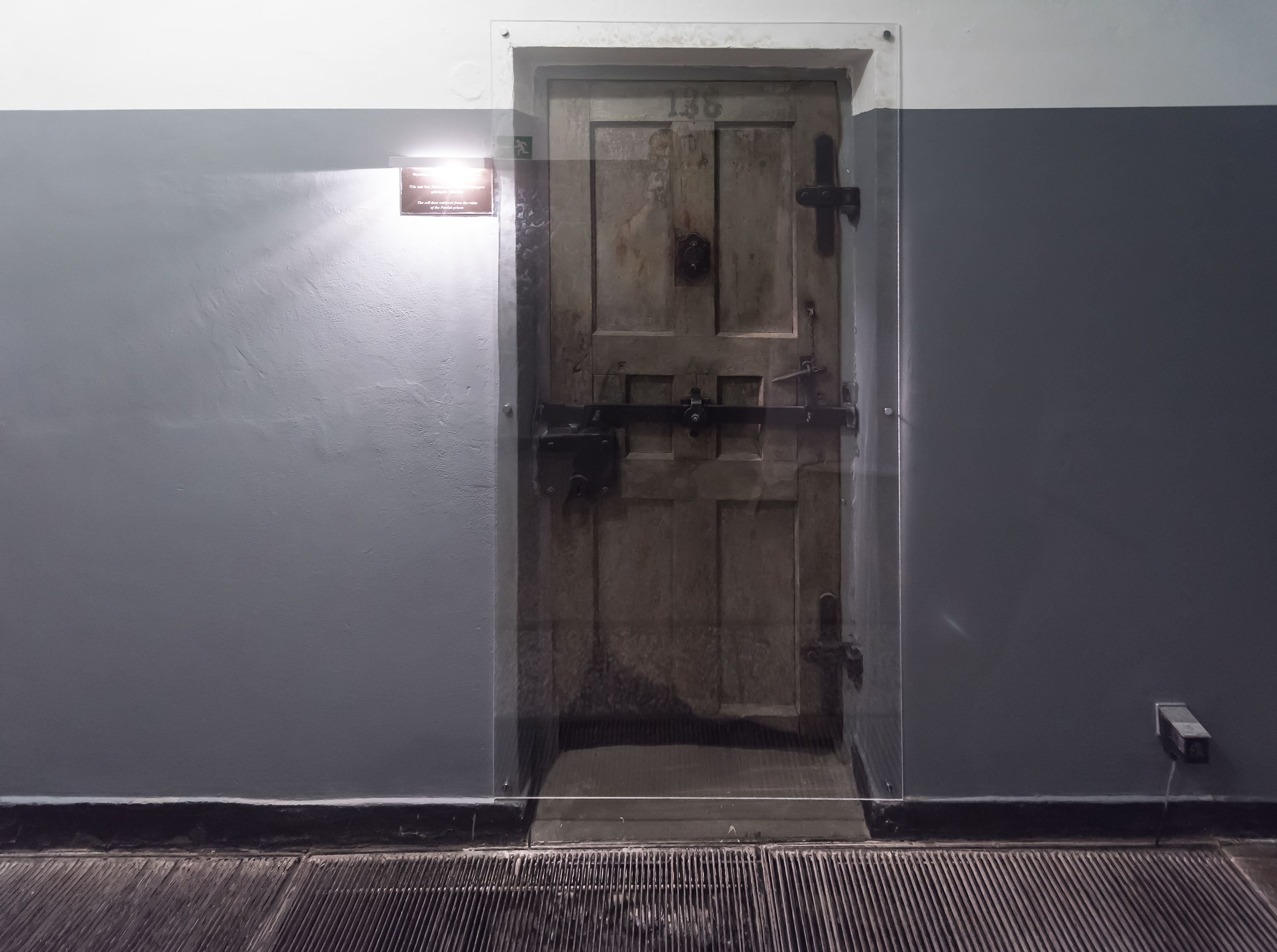
Drzwi do celi
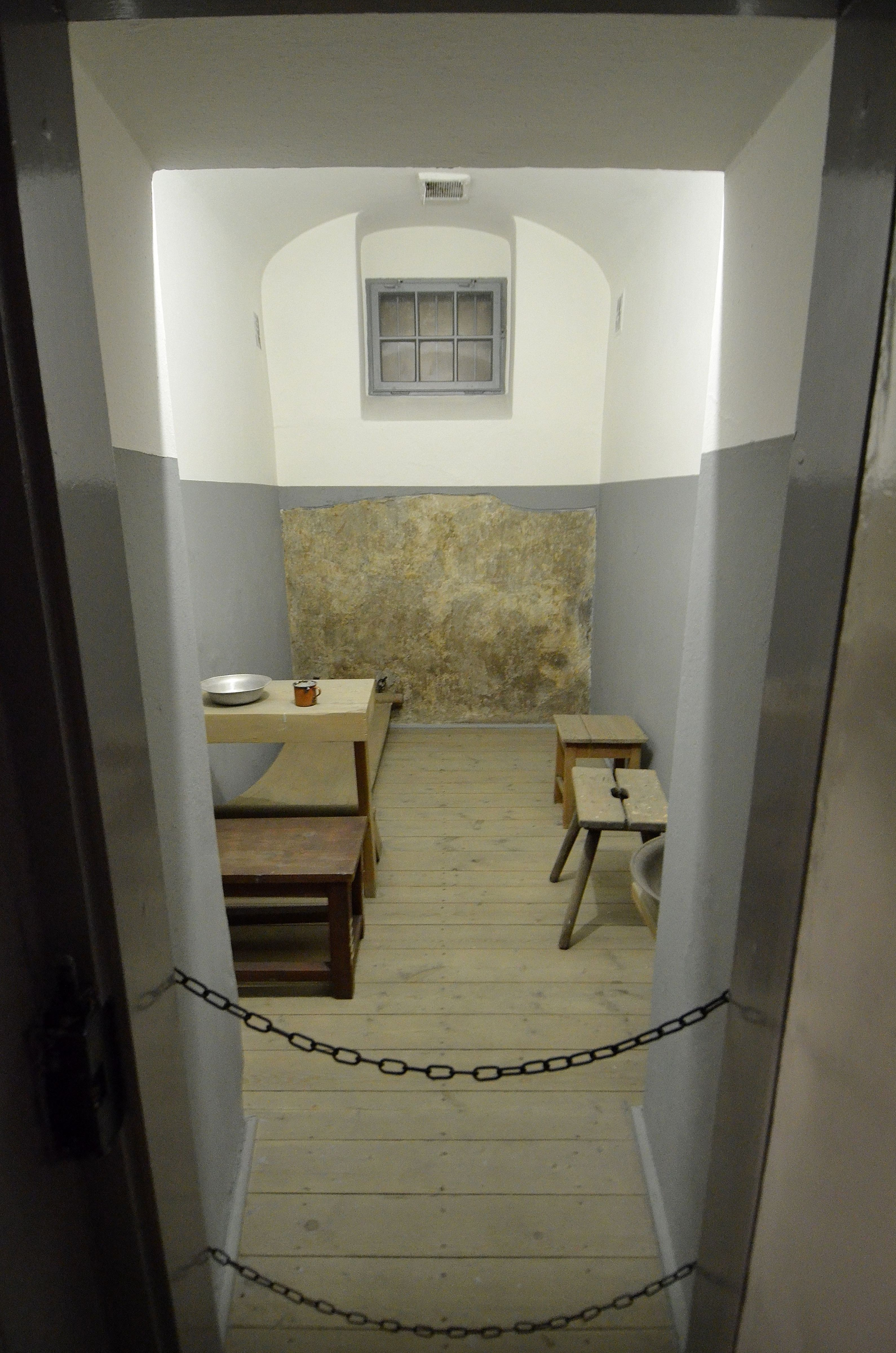
Wnętrze celi
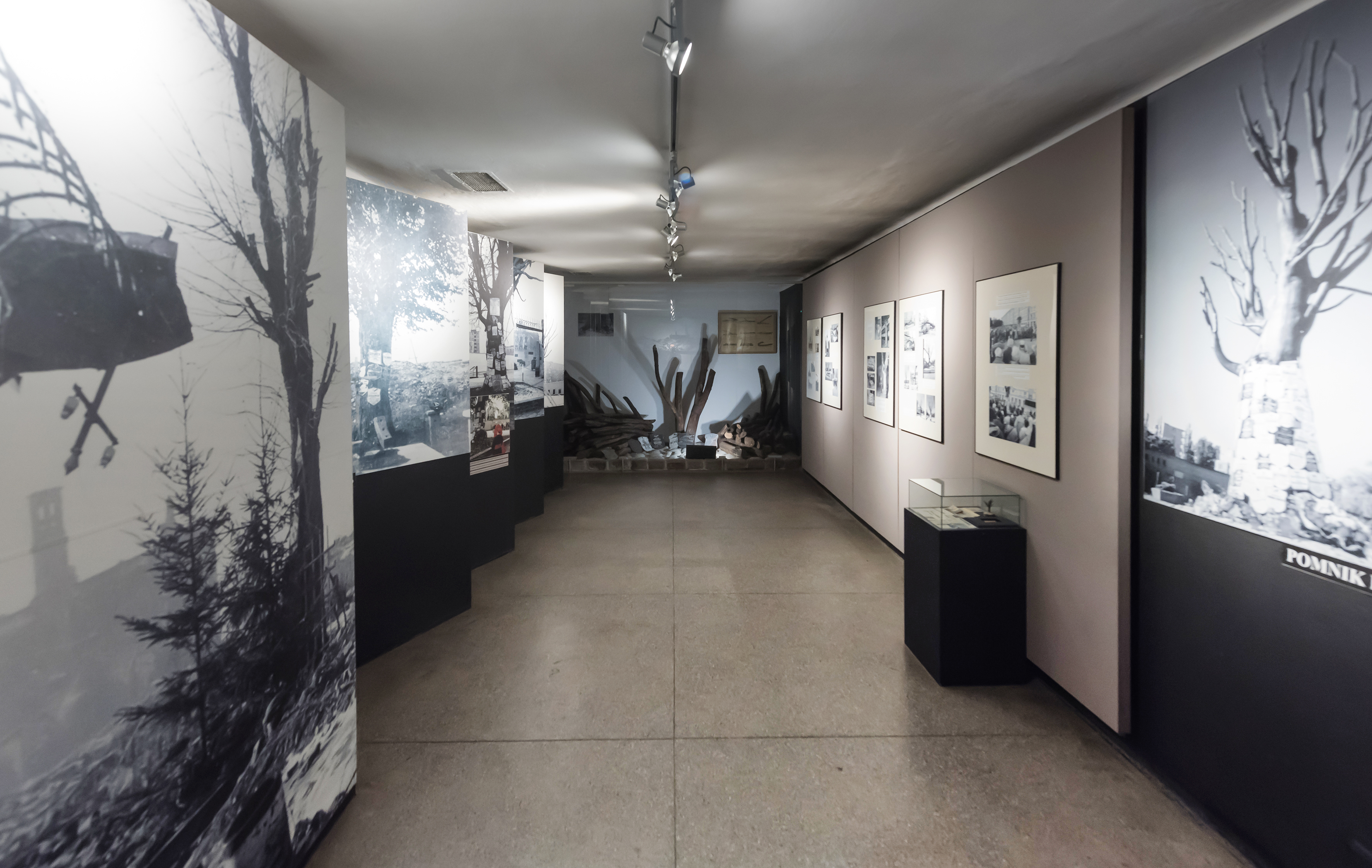
Fragment ekspozycji stałej, poświęcony historii Drzewa Pawiackiego
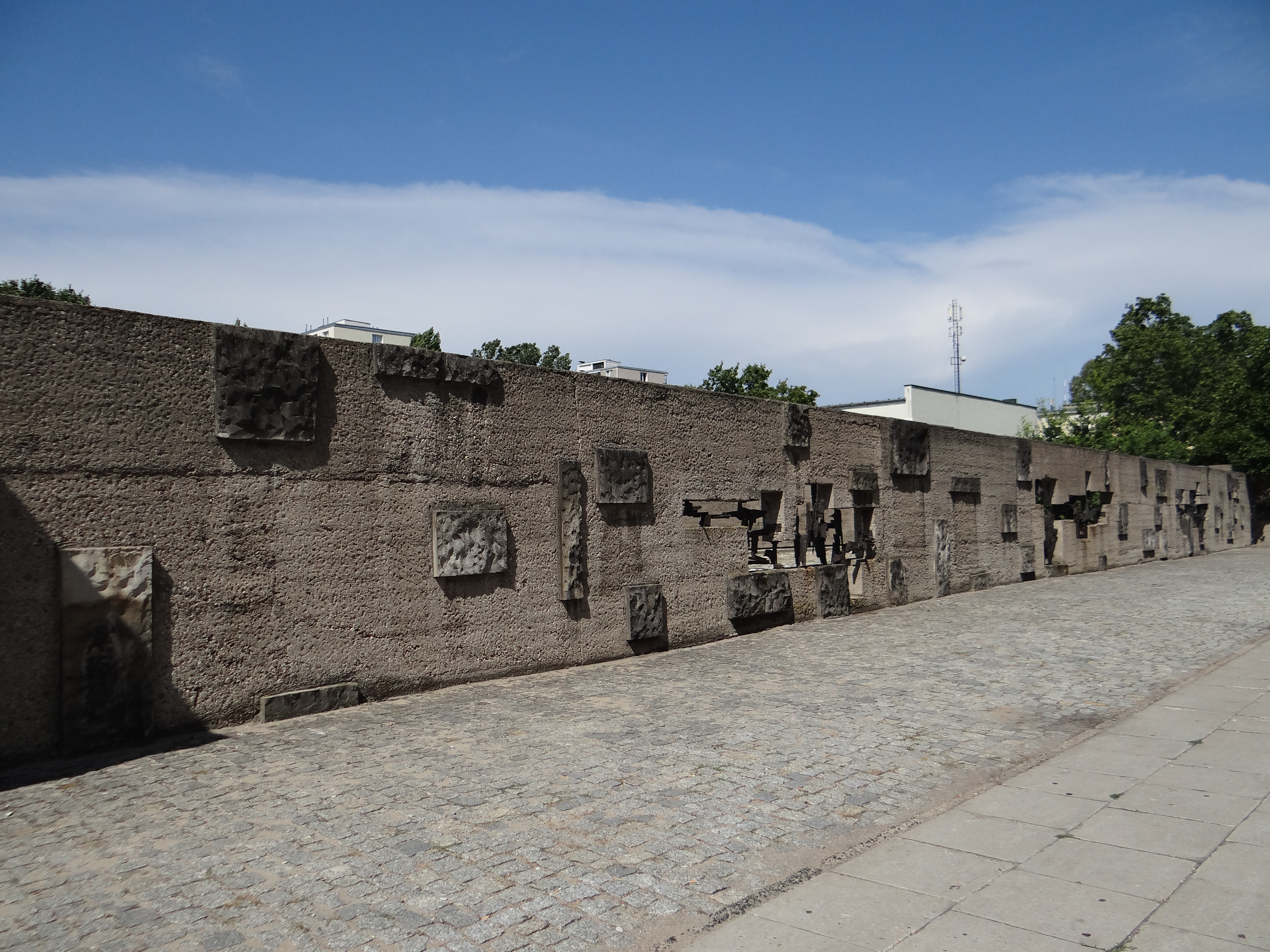
Ogrodzenie
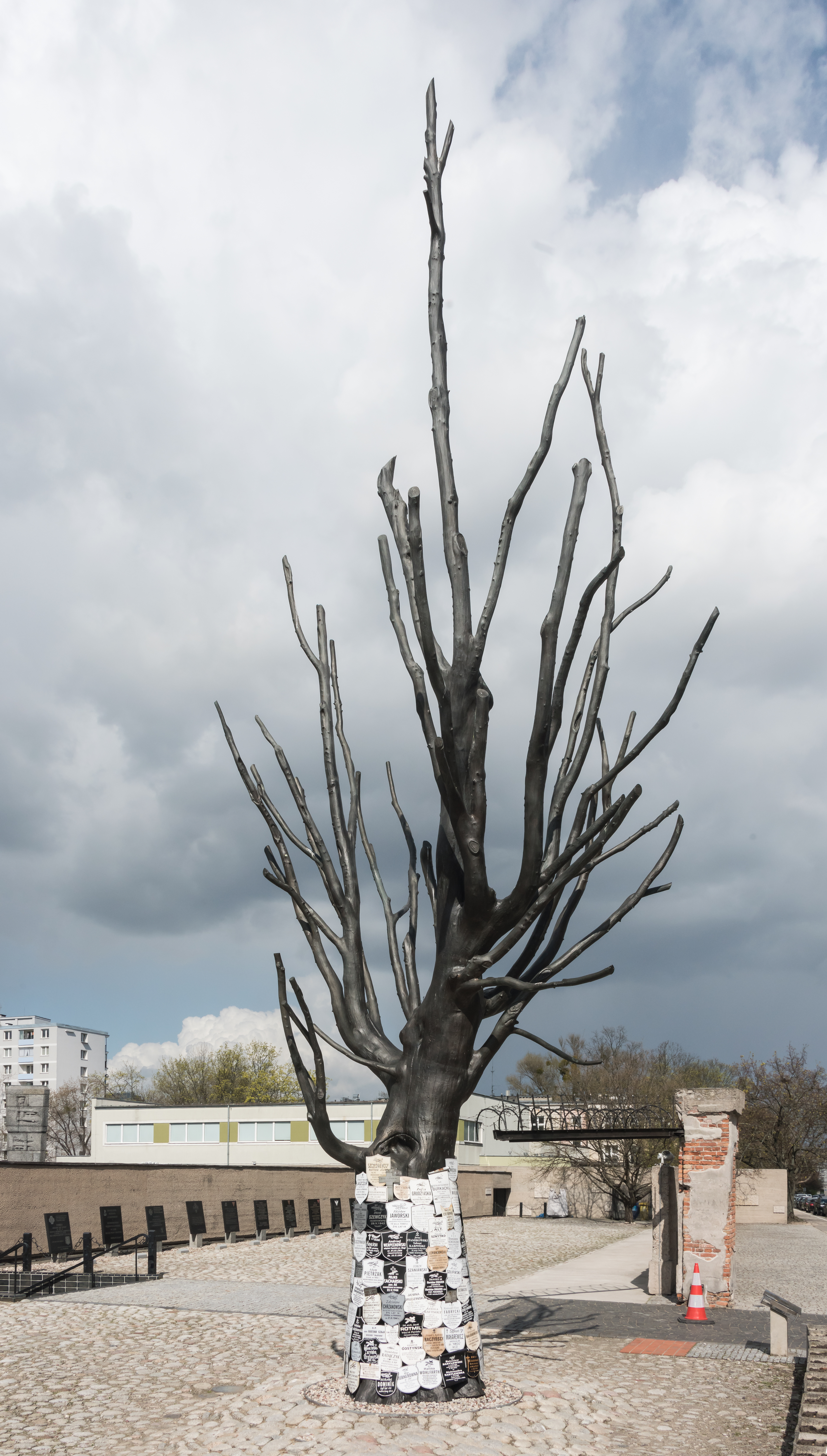
Pomnik Drzewa Pawiackiego
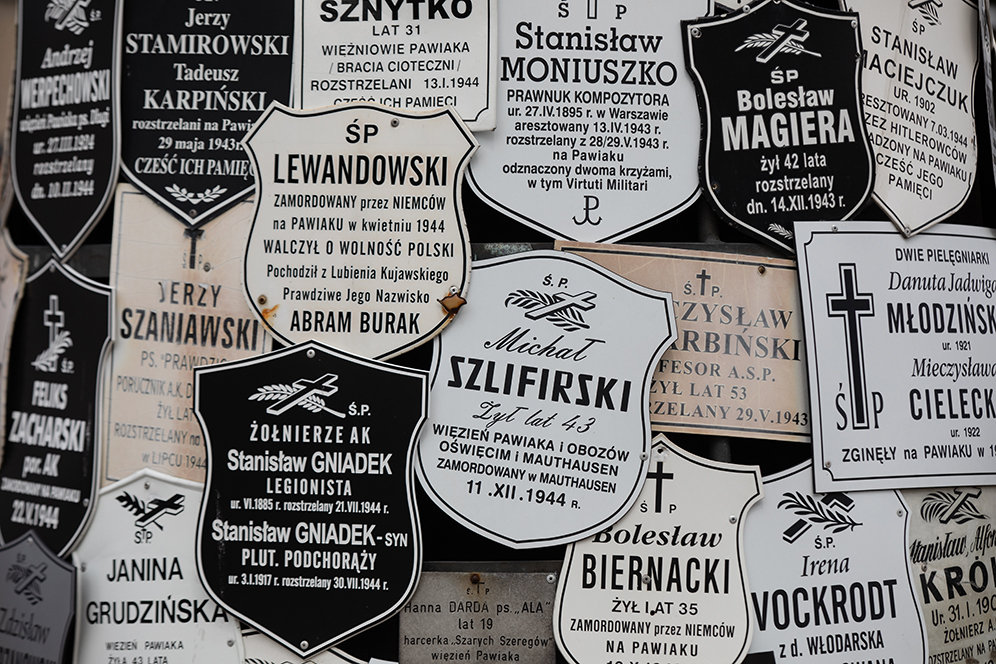
Tabliczki na pomniku